# John Bukovsky
 John (Ján) Bukovsky (-n. 18 ianuarie 1924, Cerová, Trnavský kraj, Slovacia – d. 18 decembrie 2010, Northbrook⁠(d), Illinois, SUA) a fost un arhiepiscop romano-catolic, naturalizat american și diplomat al Vaticanului, primul nunțiu apostolic în România după 1990.

## Biografie
John Bukovsky (la naștere Ján Fukna) s-a născut la 18 ianuarie 1924, în Cerová, Cehoslovacia, în prezent în Slovacia, din părinții Martin și Katarína Fukna. Stabilindu-se în Statele Unite ale Americii, și-a schimbat numele în John Bukovsky. În 1950 a devenit membru al Societății Cuvântului Divin (în latină Societas Verbi Divini, prescurtat SDV). La 3 decembrie 1950 a fost hirotonit preot, la Techny, în Illinois. John Bukovsky a fost hirotonit arhiepiscop titular de Tabalta în august 1990 de către arhiepiscopul Agostino Casaroli, la acea dată cardinal secretar de stat.
După reluarea relațiilor diplomatice dintre România și Sfântul Scaun, între anii 1990 și 1994, arhiepiscopul John Bukovsky a fost nunțiu apostolic în România. În 1994 a devenit primul nunțiu apostolic în Federația Rusă.
În anii 1995-1996 a obținut restituirea Catedralei Catolice din Moscova, închisă în anul 1938 și aflată într-o stare avansată de degradare.
Vorbea fluent nouă limbi, incluzând polona, germana, rusa, engleza, franceza și limba sa maternă, slovaca.
S-a pensionat în ianuarie 2000.

## Scrieri
- Ján BUKOVSKÝ, Spomienky spoločníka. Nitra: Spoločnosť krásneho slova, 2006, ISBN 978-80-8522376-7. 146 p.
- John BUKOVSKY, Chiesa del martirio, chiesa della diplomazia: Memorie tra Cecoslovacchia e Vaticano. Bologna: EDB, 2009. ISBN 978-8810140499. 104 p.